# 田聡明
田 聡明（でん そうめい、1943年5月 - 2017年12月26日）は、中華人民共和国の官僚・政治家。陝西省府谷県出身。中国共産党第十四大、十五大、十六大、十七大代表。中国共産党第16期中央委員会委員。中国共産党第14期、第15期中央紀律検査委員会委員。第11期全国政協常務委員会委員。

## 経歴
1943年5月、陝西省府谷県で生まれる。1965年9月、北京師範大学政教系に入学した。1970年7月を卒業。1965年12月年に中国共産党入党。1972年4月から1975年10月まで、内モンゴル自治区バヤンノール盟政治部宣伝組幹事。1975年10月から1980年03月まで、新華社内モンゴル支社の記者、農牧組組長、弁公室の代理主任を担当しました。1980年3月に中国共産党内モンゴル自治区委員会へ入局した。以後、弁公庁秘書、政策研究室副主任、秘書長、直属機関党委員会書記を歴任した。1987年1月、内モンゴル自治区党委副書記に昇格。
翌1988年12月、チベット自治区党委副書記に転出。 
1990年12月、中央に移り、広播映画電視部副部長（次官）に就任。1998年3月、国家広播映画電視総局局長、党組書記に昇格。2006年6月には新華社社長、党組書記に転任する。2006年10月には中華全国新聞工作者協会理事会会長を兼務する。2008年8月、全国政治協商民族宗教委員会主任に就任。2017年12月26日、北京市で病気のため死去した。74歳。